# Elecciones generales de Perú de 1939
Las elecciones generales de Perú de 1939 se realizaron el 22 de octubre de 1939 para elegir al presidente y los vicepresidentes del Perú para el periodo 1939-1945, así como a los miembros del Congreso bicameral (diputados y senadores). El Partido Comunista Peruano y el APRA no participaron de estas elecciones por estar proscritos por ley. Triunfó Manuel Prado Ugarteche, el candidato apoyado por el gobierno de turno.

## Contexto político
El general Óscar R. Benavides gobernaba en el Perú desde 1933, cuando fue elegido por el Congreso Constituyente en reemplazo del asesinado presidente Luis Sánchez Cerro. Esto fue una salida inconstitucional que se justificó por la situación de emergencia que se debatía el país. El mandato de Benavides debió finalizar en 1936, previa realización de elecciones generales. Pero realizadas estas en dicho año, fueron anuladas y Benavides prorrogó su mandato por tres años más. Su gobierno se caracterizó por la represión antiaprista y anticomunista. En febrero de 1939 se produjo el intento de golpe de Estado del entonces ministro de Gobierno Antonio Rodríguez Ramírez.
Viendo que iba perdiendo popularidad, Benavides decidió convocar a elecciones y hacer el traspaso de poder. Pero antes convocó a un plebiscito, que se realizó el 18 de junio de 1939, por el cual se consultaba a la ciudadanía sobre importantes reformas constitucionales, como la ampliación del período presidencial de 5 a 6 años, el restablecimiento de los dos vicepresidentes y la disminución de las facultades legislativas del Congreso en materia económica. Su intención era robustecer el Poder Ejecutivo en desmedro del Legislativo. La ciudadanía votó mayoritariamente a favor de dichas reformas.
Para normar el desarrollo de las elecciones generales de 1939, Benavides expidió el 9 de agosto de 1939 un nuevo Estatuto Electoral que, en lo sustancial fue similar al Estatuto de 1931. Por ejemplo, se mantuvo el voto secreto, directo y obligatorio, así como la organización de los Jurados Departamentales y el Registro Electoral Nacional. La composición del Jurado Nacional de Elecciones quedó instituida así: Un delegado de la Corte Suprema del Perú, que lo presidía; un delegado del Poder Ejecutivo; un delegado de las universidades nacionales de Lima, Arequipa, Cuzco y Trujillo; y cuatro delegados de los Jurados Departamentales de elecciones según las diferentes zonas del país.
Las elecciones fueron para presidente y vicepresidente de la República, así como para elegir a los 48 senadores por los departamentos y a los 140 diputados por las provincias.

## Desarrollo
Para la presidencia de la República se lanzaron las siguientes candidaturas:
- Manuel Prado Ugarteche (Coalición Conservadora), empresario, hijo del presidente Mariano Ignacio Prado. Por entonces ejercía la presidencia del Banco Central de Reserva del Perú. Era doctor en Ciencias Matemáticas y Ciencias Políticas, así como ingeniero civil.
- José Quesada Larrea (Frente Patriótico), joven abogado y periodista, natural de Trujillo.

El gobierno de Benavides apoyó la candidatura de Manuel Prado. Se recordaba que en las frustradas elecciones de 1936, Benavides había apoyado la candidatura presidencial de Jorge Prado Ugarteche, hermano de Manuel. Los Prado formaban entonces un clan muy poderoso; el mayor de los hermanos, Mariano Prado Ugarteche, era el fundador del Banco Popular y cabeza del llamado Imperio Prado.
Para su campaña, Quesada adquirió el diario La Prensa, que bajo la dirección de Guillermo Hoyos Osores, se enfrascó en luchar por la libertad electoral, ante el propósito evidente del gobierno de manipular los resultados. Poco antes de las elecciones, La Prensa fue clausurada por el gobierno.
El partido aprista, que era el más importante del país, continuaba proscrito por ley. Lo mismo ocurría con el partido comunista. Otra importante fuerza política, la Unión Revolucionaria (UR o urrismo), quedó también anulada al estar desterrado su líder, Luis A. Flores. Ante la coyuntura electoral, tanto Prado como Quesada solicitaron el apoyo de los apristas, pero estos decidieron no tomar partido. Los urristas, por su parte, optaron por apoyar a Quesada.
Hechos los escrutinios, Manuel Prado resultó vencedor, con enorme ventaja. Se habló de fraude masivo propiciado por el gobierno a favor de su candidato favorito. A los personeros de Quesada se les impidió custodiar las ánforas. En ese entonces no existía escrutinio sobre la mesa. Los jurados departamentales recibieron ánforas cambiadas, las cuales habían sido llenadas con votos a favor de Prado. Treinta años después, se hallaron en una finca limeña las ánforas originales, llenas con los votos a favor de Quesada; tal fue el descaro de los servidores del gobierno, que ni siquiera se dieron el trabajo de destruirlas.
El fraude también abarcó a la elección para diputados y senadores, que masivamente ganaron los partidarios de Prado y Benavides. La oposición quedó reducida a solo tres diputados.
El 8 de diciembre de ese mismo año, Manuel Prado recibió la banda presidencial de las manos de Benavides; esto simbolizó para algunos el retorno de la democracia al Perú, mientras que para otros significó solo una alternancia en el poder entre la oligarquía y las Fuerzas Armadas. 

## Resultados de la jornada electoral en estadísticas

### Nivel Nacional
| Candidato                         | Agrupación política               | Votos   | %      |
| Manuel Prado y Ugarteche          | Coalición Conservadora            | 262,971 | 77,5%  |
| José Quesada Larrea               | Frente Patriótico                 | 76,222  | 22,5%  |
| Votos Válidos                     | Votos Válidos                     | 339,193 | 56,8%  |
| Votos Blancos, Nulos y Ausentismo | Votos Blancos, Nulos y Ausentismo | 257,989 | 43,2%  |
| Inscritos                         | Inscritos                         | 597,182 | 100,0% |
| Ref:                              |                                   |         |        |

### Nivel Regional
| Departamentos    | Partidos               | Partidos               | Partidos          | Partidos          | Válidos |
|                  | Coalición Conservadora | Coalición Conservadora | Frente Patriótico | Frente Patriótico |         |
| 1.Amazonas       | 2,341                  | 65,4%                  | 1241              | 34,6%             | 3,582   |
| 2.Ancash         | 16,976                 | 83,9%                  | 3,263             | 16,1%             | 20,239  |
| 3.Apurímac       | 4,719                  | 93,6%                  | 322               | 6,4%              | 5,041   |
| 4.Arequipa       | 15,126                 | 80,0%                  | 3,776             | 20.0%             | 18,902  |
| 5.Ayacucho       | 5,802                  | 75,0%                  | 1937              | 25,0%             | 7,739   |
| 6.Cajamarca      | 22,540                 | 88,0%                  | 3,068             | 12,0%             | 25,608  |
| 7.Callao         | 7,267                  | 61,8%                  | 4493              | 38,2%             | 11,760  |
| 8.Cusco          | 10,180                 | 75,6%                  | 3,279             | 24,4%             | 13,459  |
| 9.Huancavelica   | 4,761                  | 77,4%                  | 1389              | 22,6%             | 6,150   |
| 10.Huánuco       | 5,953                  | 84,4%                  | 1,100             | 15,6%             | 7,053   |
| 11.Ica           | 12,310                 | 76,2%                  | 3850              | 23,8%             | 16,160  |
| 12.Junín         | 25,219                 | 82,0%                  | 5,547             | 18,0%             | 30,766  |
| 13.La Libertad   | 17,161                 | 74,3%                  | 5942              | 25,7%             | 23103   |
| 14.Lambayeque    | 9,919                  | 85,8%                  | 1,636             | 14,2%             | 11,555  |
| 15.Lima          | 70,538                 | 73,1%                  | 25,979            | 26,9%             | 96,517  |
| 16.Loreto        | 3,912                  | 69,2%                  | 1,743             | 30,8%             | 5,655   |
| 17.Madre de Dios | 408                    | 98,1%                  | 8                 | 1.9%              | 416     |
| 18.Moquegua      | 1,435                  | 60,1%                  | 954               | 39,9%             | 2,389   |
| 19.Piura         | 5,133                  | 54,5%                  | 4279              | 45,5%             | 9,412   |
| 20.Puno          | 11,635                 | 96,2%                  | 465               | 3,8%              | 12,100  |
| 21.San Martín    | 6,302                  | 92,5%                  | 512               | 7,5%              | 6,814   |
| 22.Tacna         | 2,072                  | 70,0%                  | 890               | 30.0%             | 2,962   |
| 23.Tumbes        | 1,262                  | 69,7%                  | 549               | 30,3%             | 1,811   |
| Total            | 262,971                | 77.5%                  | 76,222            | 22.5%             | 339,193 |
| Ref:             |                        |                        |                   |                   |         |